# Rezolucija Vijeća sigurnosti UN-a 1140
Rezolucijom Vijeća sigurnosti UN-a 1140, jednoglasno usvojenom 28. studenoga 1997., nakon pozivanja na rezolucije 1110 (1997.), Vijeće je obnovilo mandat Snaga za preventivno raspoređivanje Ujedinjenih naroda (UNPREDEP) u Makedoniji na četiri dana do 4. prosinca 1997., do daljnjih rasprava. Rezolucija 1142 (1997.) kasnije je produžila UNPREDEP do 31. kolovoza 1998.

## Vanjske poveznice
| Wikizvor | Engleski Wikizvor ima izvorni tekst na temu: United Nations Security Council Resolution 1140 |

- Text of the Resolution at undocs.org